# عمارت کلاه‌فرنگی سورمق
کلاه فرنگی سورمق با دیرینگی دوره قاجاریه در شهر سورمق در شهرستان آباده در استان فارس قرار دارد. این اثر در تاریخ ۱۱ شهریور ۱۳۸۲ با شمارهٔ ثبت ۹۸۱۰ به‌عنوان یکی از آثار ملی ایران به ثبت رسیده است.
این عمارت در ۲۴ کیلومتری جنوب شهر آباده قرار دارد.
کلاه فرنگی سورمق، عمارتی است با نقشه دایره‌ای شکل و وسعتی در حدود ۲۰ متر مربع دارای چهار درب ورودی و پنجره‌های بلند. در محوطه پیرامون عمارت کلاه فرنگی، آلاچیق‌هایی قرار داده شده‌است که محلی برای پذیرائی و تفریح شهروندان و مسافران است. این عمارت یک طبقه بوده و روی سکویی به ارتفاع ۸۰ سانتی‌متر قرار دارد.